# Jörg Gfrörer
Jörg Gfrörer (* 27. März 1944 in Gifhorn) ist ein deutscher Drehbuchautor und Regisseur.

## Leben
Gfrörer studierte bis 1971 an der Deutschen Film- und Fernsehakademie Berlin. Ab 1973 entstanden erste eigene Dokumentarfilme.
1986 verfilmte er Günter Wallraffs Sozialreportage Ganz unten, der heimlich gedrehte Dokumentaraufnahmen mit nachträglich entstandenen Interviews montierte. Der Film erhielt eine besondere Erwähnung als bester Dokumentarfilm auf dem Valladolid International Film Festival 1987. In Deutschland wurde Gfrörers Film nach rechtlichen Auseinandersetzungen erst 1988 erstausgestrahlt. Der Film wurde mit mehreren Preisen ausgezeichnet.
Von 1996 bis 2014 übte er eine Lehrtätigkeit an der Berliner City-VHS, der VHS Tempelhof-Schöneberg und in der Contra Medienwerkstatt in Berlin aus.
Gfrörer lebt seit dem Jahr 2005 in Mecklenburg-Vorpommern. Dort ist er als Mitbegründer und Leiter der Gruppe „Theater in der Kirche“ am Kummerower See aktiv.

## Filmografie (Auswahl)
- 1973: …sonst steht ja der Betrieb hier still (Dokumentarfilm)
- 1973: Hochschulstreik '72 (Dokumentarfilm)
- 1975: Die Enteignung (Dokumentarfilm)
- 1979: Dreyeckland (Dokumentarfilm)
- 1986: Günter Wallraff – Ganz unten (Dokumentarfilm)

## Auszeichnungen
- 1986: Internationales Leipziger Festival für Dokumentar- und Animationsfilm: Preis der internationalen Jury für Günter Wallraff – Ganz unten[4]
- 1987: Valladolid International Film Festival: Time of History Award – Special Mention für Günter Wallraff – Ganz unten[5]
- 1988: British Academy Film Award für Günter Wallraff – Ganz unten[6]